# Le Six neuf du week-end
Pour les articles homonymes, voir Le 6/9.
Le 6/9, également appelé « Le 6/9 du week-end » est l'émission matinale du vendredi et du week-end de France Inter. Créée en septembre 2016, elle est animée par Ali Baddou et Marion L’Hour depuis la rentrée 2023.

## Concept
Le programme (précédé le vendredi par Le 5/6, animé par Marion L'Hour), est suivi par 15' de plus, présenté par Ali Baddou. Il s'agit d'une déclinaison plus culturelle du 7/10 de la semaine[source secondaire souhaitée], avec des journaux toutes les demi-heures, une revue de presse, ainsi que les différentes chroniques d'Alain Baraton, Alexandra Bensaid, Denis Cheissoux ou encore Laurent Delmas[source secondaire souhaitée].
Certaines chroniques sont empruntées au 5/7 et au 7/10 de la semaine[source secondaire souhaitée].

## Historique
Jusqu'en 2005, la matinale du week-end était présentée par un unique présentateur de 5 h à 9 h.
- 1995-1996 : Samedi matin / Dimanche matin était présenté par Brigitte Patient
- 1996-1997 : Nicolas Stoufflet présente le Samedi matin / Dimanche matin.
- 1997-2002 : Brigitte Patient reprend la présentation.
- 2002-2004 : Alternance entre Jean-Baptiste Tuzet le samedi et Éric Hauswald le dimanche.
- 2004-2005 : Mathieu Vidard présente le Samedi matin / Dimanche matin.

À compter de septembre 2005, la matinale est scindée en deux tranches, comme en semaine : le 5/7 du week-end et le 7/9 du week-end :
- 2005-2007 : Pierre Weill crée l'émission[1] et la présente jusqu'en 2007.
- 2007-2010 : Stéphane Paoli et Sandra Freeman (un temps remplacée par Olivia Gesbert) en assurent la présentation[2].
- 2010-2014 : Le duo Patricia Martin - Fabrice Drouelle pilote l'émission matinale[3],[4].
- 2014-2016 : Patricia Martin présente l’émission avec Pierre Weill pour l'interview de 8 h 20 et le Journal de la semaine politique de 8 h 40.

À la rentrée 2016, l'émission Le 5/7 du week-end est supprimée, le 7/9 du week-end devient alors Le 6/9 du week-end :
- 2016-2017 : Patricia Martin et Pierre Weill poursuivent la présentation du 6/9 du week-end.
- 2017-2021 : Patricia Martin et Éric Delvaux co-présentent Le 6/9 du week-end.
- 2021-2023 : Carine Bécard et Éric Delvaux co-présentent Le 6/9 du week-end.
- Depuis 2023 : L’émission commence dès le vendredi et est désormais présentée par Ali Baddou et Marion L’Hour.

## Équipe
- Réalisatrice : Marie Merier
- Coordination : Mathilde Khlat, Benjamin Dussy